# 4455 Ruriko
4455 Ruriko (1988 XA) là một tiểu hành tinh vành đai chính được phát hiện ngày 2 tháng 12 năm 1988 bởi Seiji Ueda và Hiroshi Kaneda ở Kushiro.